# Apistogramma
Apistogramma är ett släkte i familjen ciklider (Cichlidae). Släktet omfattar 81 arter. Samtliga utom Apistogramma erythrura blir vanligtvis endast cirka 3,5 till 6 centimeter långa, och räknas således som dvärgciklider.
Dvärgciklidernas utbredning är sydamerikanska floder. Dessa små ciklider är förvisso revirhävdande men till skillnad från de flesta av sina större släktingar relativt fredliga fiskar, varför de blivit populära inom akvariehobbyn. Ett eller två par dvärgciklider kan trivas i ett så kallat sällskapsakvarium, samman med andra mindre och lugna fiskar såsom pansarmalar i släktet Corydoras och mindre  tetror. (Stora malar och tetror, som exempelvis pirayor, fungerar inte.)
De populäraste arterna i akvariehandeln är regnbågsciklid (Apistogramma agassizii), kakaduaciklid (Apistogramma cacatuoides) och gul dvärgciklid (Apistogramma borellii). Vissa av arterna, framför allt kakaduaciklid, förekommer också i framavlade färgformer som inte återfinns i naturen.

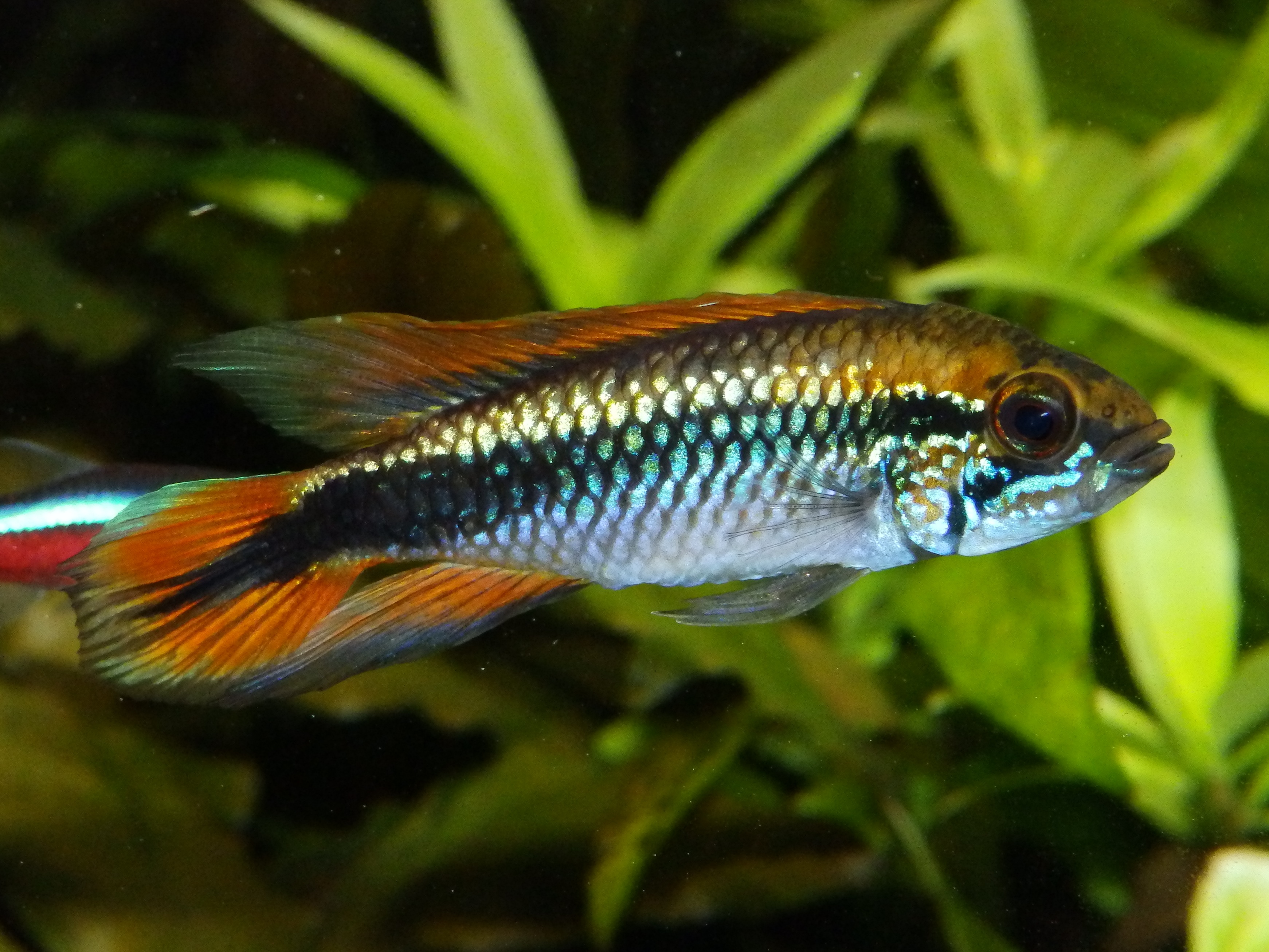
Regnbågsciklid, Apistogramma agassizii.
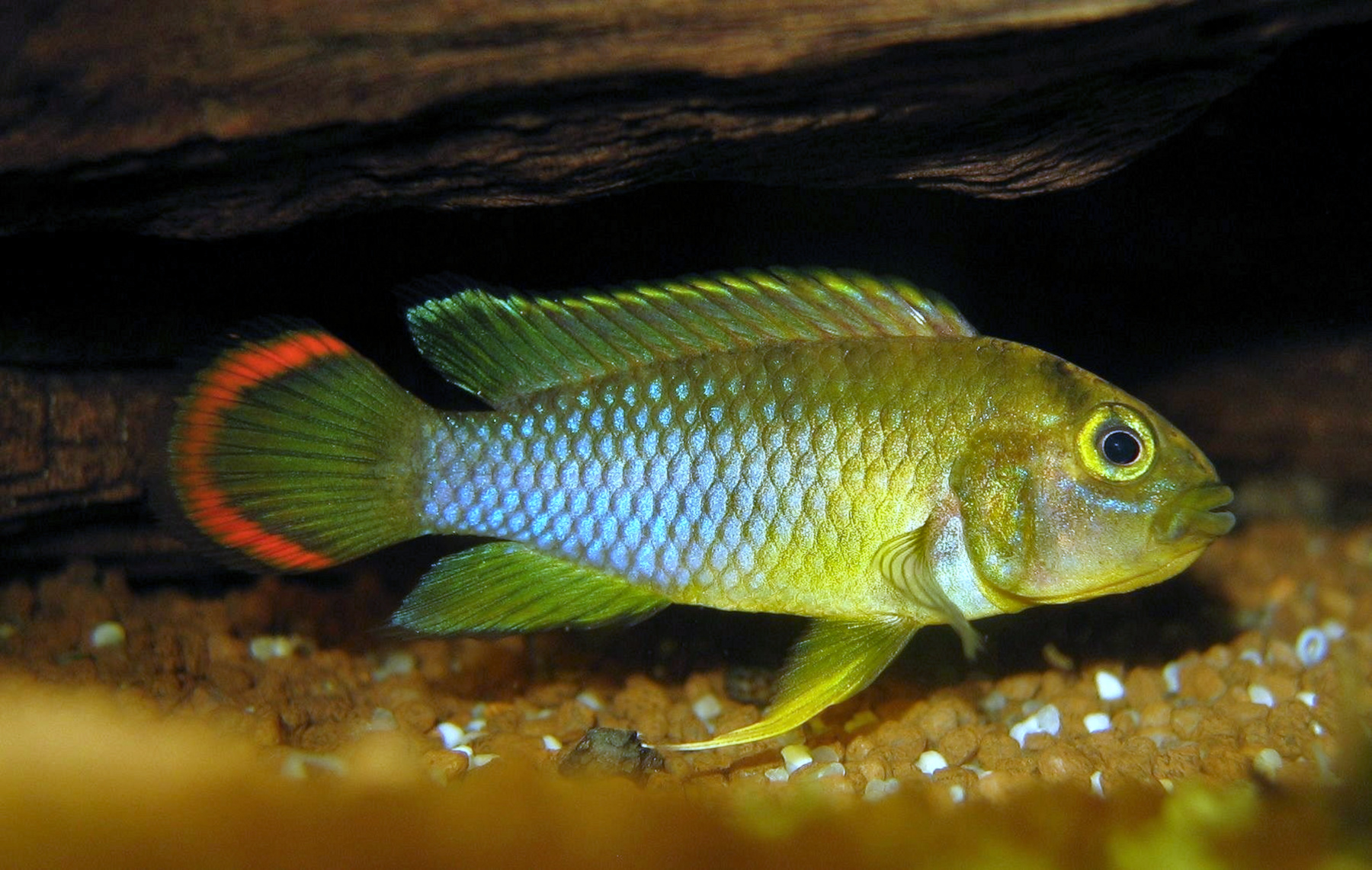
Pandaciklid, Apistogramma nijsseni.
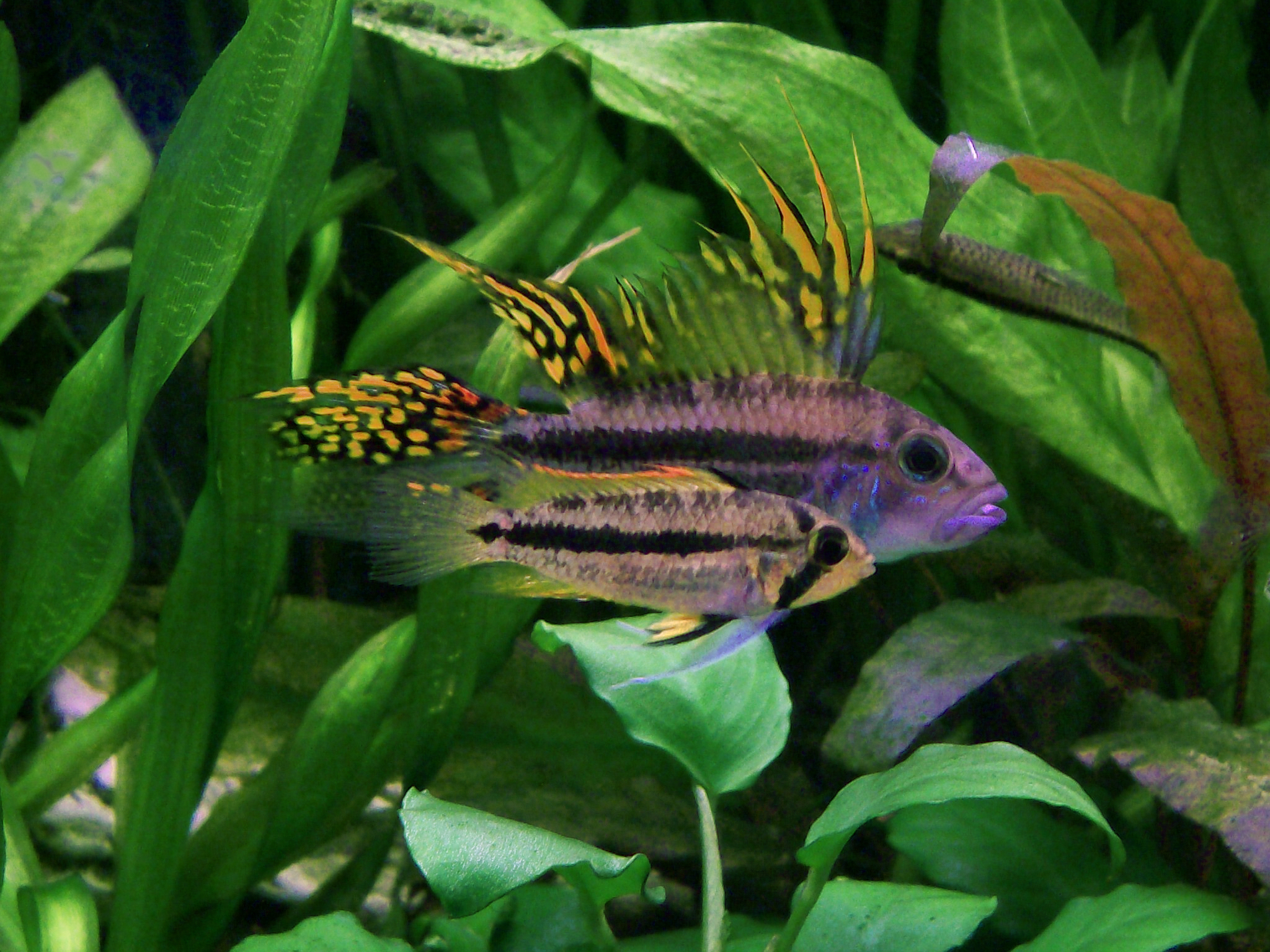
Hona och i bakgrunden den större hanen av kakaduaciklid (Apistogramma cacatuoides) i en av artens naturliga färgvarianter.
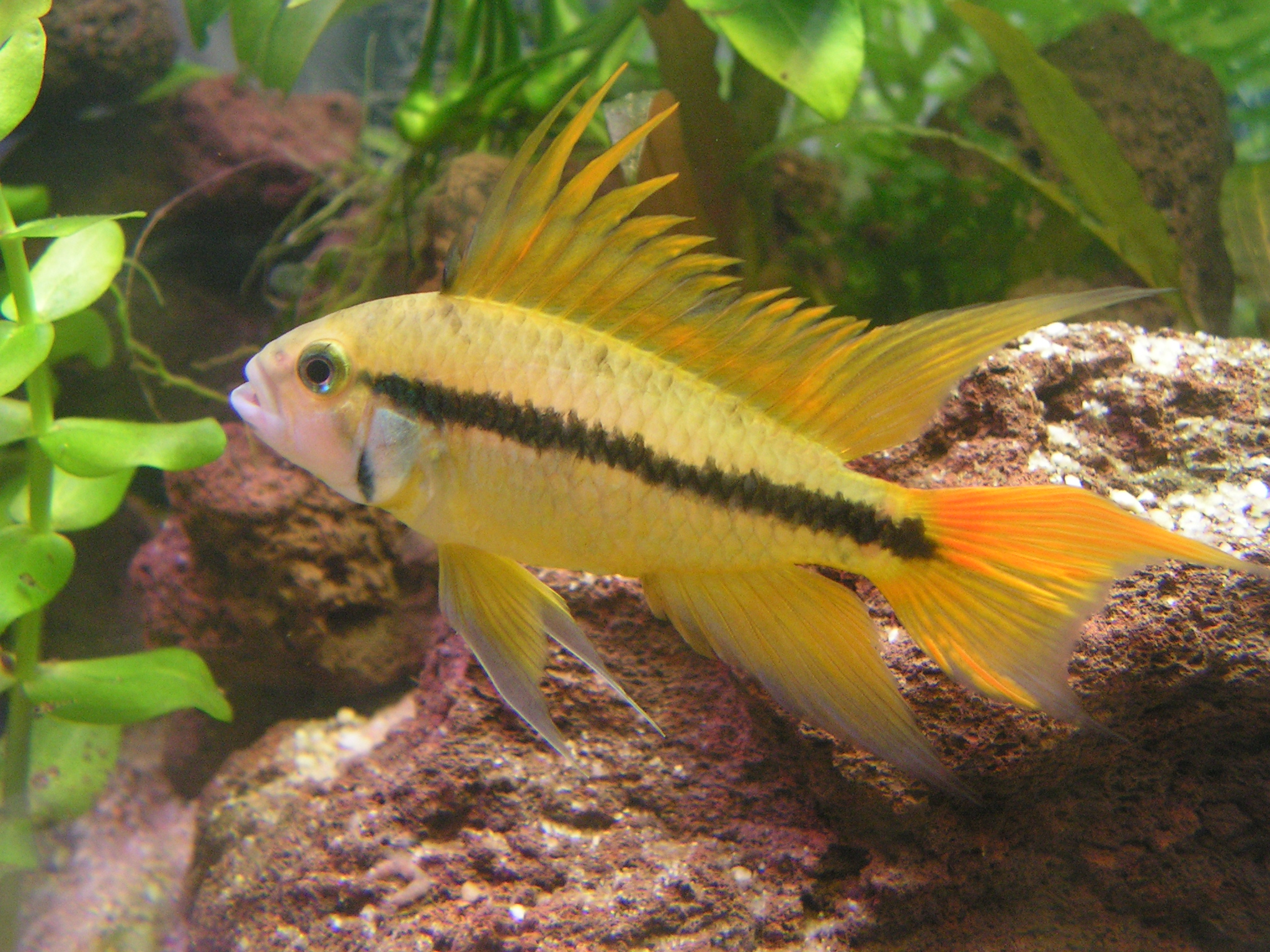
Hane av kakaduaciklid "Flame", en framodlad färgvariant.